# Bullerbü-Syndrom

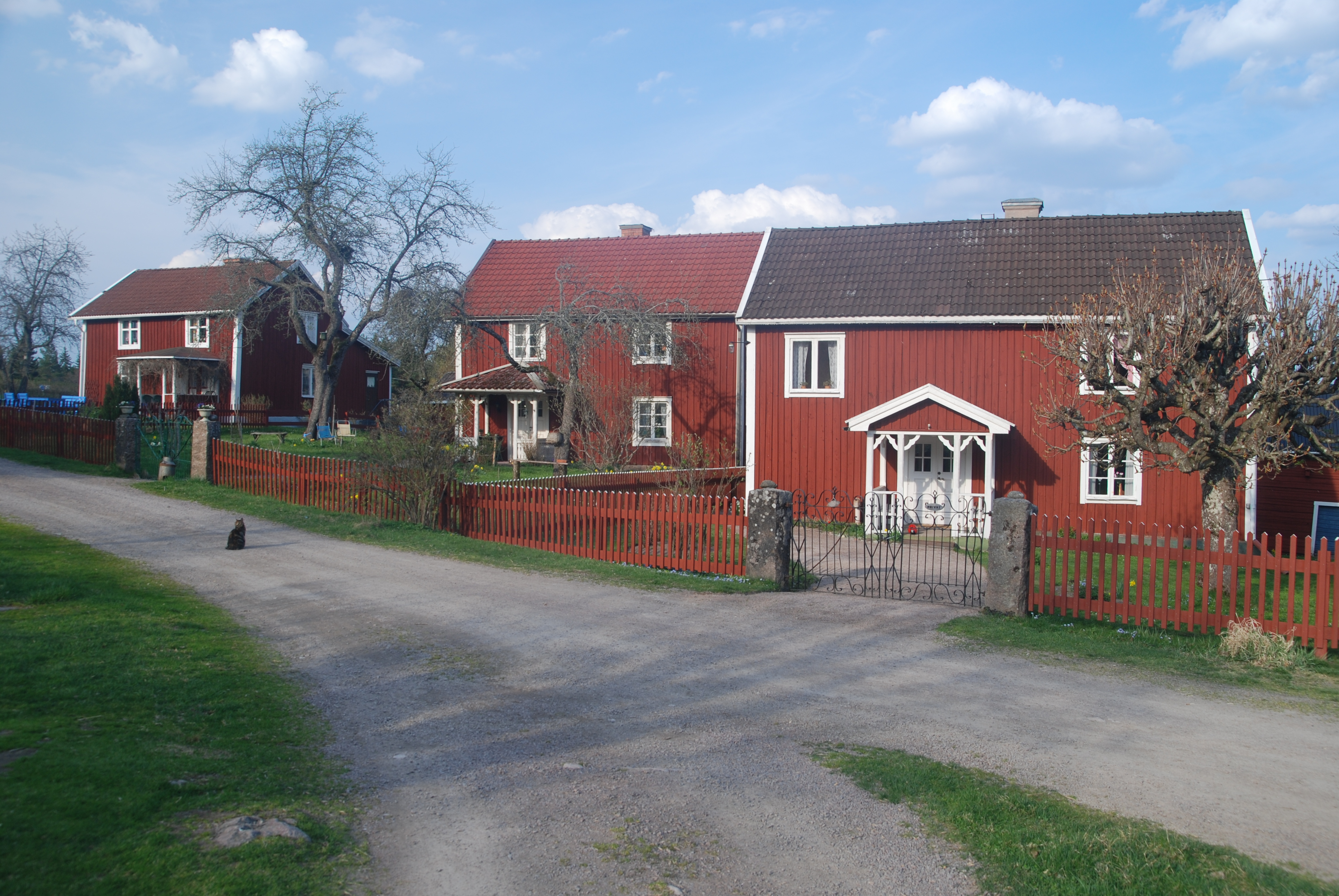
Die Häuser in Sevedstorp bei Vimmerby in Kalmar län, Vorbild für Bullerbü

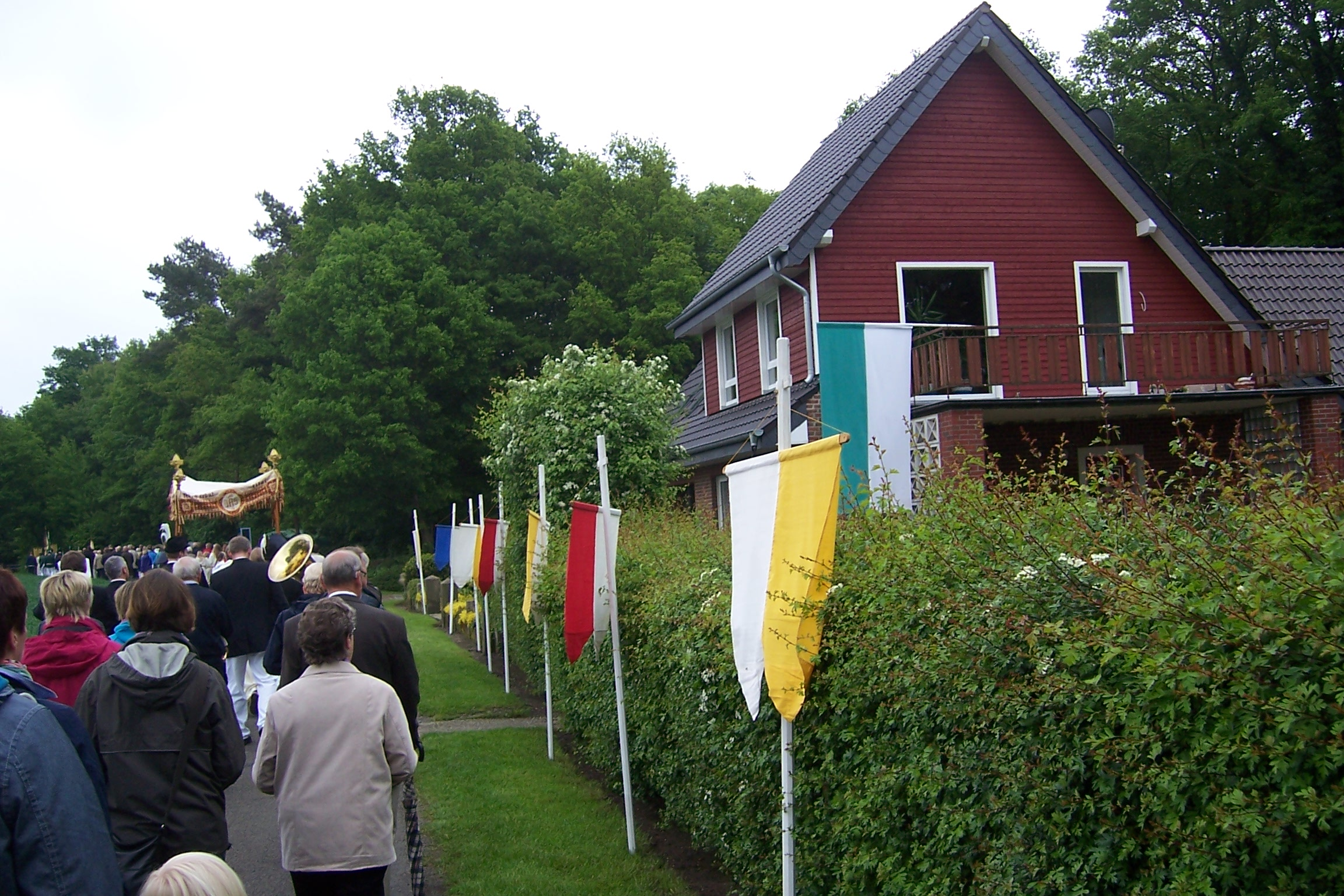
Das Schwedenhaus in Falunrot in Welbergen, Nordrhein-Westfalen

Das Bullerbü-Syndrom (schwedisch: Bullerbysyndromet) ist ein Begriff, der sich auf eine Idealisierung Schwedens bezieht, die im deutschen Sprachraum vorkommt. Es besteht aus einem stereotypen Bild von Schweden, das normalerweise mit positiven Assoziationen verbunden ist, darunter Holzhäuser, klare Seen, grüne Wälder, Elche, blondes Haar, glückliche Menschen und Sonnenschein im Hochsommer. Der Begriff stammt aus Astrid Lindgrens Kinderbuchreihe Wir Kinder aus Bullerbü, die im ländlichen Schweden spielt.
Berthold Franke vom Goethe-Institut in Stockholm schrieb Artikel über das Phänomen, die 2007 im Svenska Dagbladet veröffentlicht wurden. Er erklärte, dass es ursprünglich eine Sicht auf Schweden war, aber jetzt auch der Wunsch nach einem besseren Deutschland. Ihm zufolge symbolisiert Schweden eine gesunde Gesellschaft und eine von der Menschheit unberührte Natur.
Im Februar 2008 wurde der Begriff vom schwedischen Sprachrat Språkrådet zum „Wort des Monats“ ernannt. Aufgrund der Popularität Schwedens und des Werks von Astrid Lindgren organisierte der schwedische Zweig des Goethe-Instituts im Jahr 2008 die Ausstellung „Pippi auf Deutschlandtour“.